# Die Spur der Ahnen
Die Spur der Ahnen – Jede Familie hat ein Geheimnis ist eine Fernsehsendung des Mitteldeutschen Rundfunks. Die Sendereihe zum Thema Genealogie wurde von 2006 bis 2018 produziert.

## Geschichte
Entwickelt wurde die Reihe zum Thema Ahnenforschung von Peter Dreckmann, Peter Behle und Jens Strohschnieder. Ab 2006 wurden in der Halbstundensendung Fragen der Genealogie beantwortet. Präsentiert wurde die Sendung zunächst durch Robert Burdy, ab 2016 durch Mirko Drotschmann. Fachberatung erhielt die Reihe von Martina Wermes von der Deutschen Zentralstelle für Genealogie. Innerhalb der einzelnen Staffeln wurden oft auch bereits früher ausgestrahlte Folgen wiederholt. Die untenstehende Auflistung enthält lediglich die Erst-Sendetermine jeder einzelnen Folge. Am 5. Dezember 2018 fand die Erstausstrahlung der letzten Folge statt.  
Ein Pendant zu Die Spur der Ahnen bildet die Reihe Vorfahren gesucht, die von 2006 bis 2014 vom WDR produziert wurde. Nach den ersten vier Episoden von 2006 und 2007 wurde das Konzept der Reihe umgestellt. Ab 2009 wurden dort Prominente bei ihrer Ahnenforschung begleitet, jährlich jedoch nur ein bis zwei Episoden produziert. Daneben gab es 2007 die zweiteilige Reihe Auf der Spur meiner Ahnen im ZDF sowie 2008 die vierteilige Reihe Das Geheimnis meiner Familie im Ersten, wo ebenfalls die Familiengeschichten Prominenter thematisiert wurden.

## Episodenliste (ausklappbar)
| - 1. Die Spur der Ahnen / Die Erben des Schatzmeisters? (31. Oktober 2006) - 2. Blaue Farbe – Blaues Blut (25. Dezember 2006) - 3. Das Rittergut / Der Erbe des Gutsbesitzers? (26. Dezember 2006) - 4. Das Mädchen und sein Henker (11. April 2007) - 5. Meine Vorfahren, die Scharfrichter (1. August 2007) - 6. Ein Opfer der Nazis (8. August 2007) - 7. Anna Amalia und die verräterische Taufe (24. Oktober 2007) - 8. Mein Vorfahr – der Stollen-Erfinder? / Das Geheimnis des Christstollens (5. Dezember 2007) - 9. Mein Großvater und die Nazis (12. Dezember 2007) - 10. Geboren für den Führer? (7. Mai 2008) - 11. Verbotene Liebe im Krieg (14. Mai 2008) - 12. Das Millionenerbe von Amsterdam (21. Mai 2008) - 13. Flucht in die DDR – Die Schatten meines Vaters (28. Mai 2008) - 14. Liebe im Lager (12. November 2008) - 15. Im Visier der Nazis (19. November 2008) - 16. Maries Mörder (26. November 2008) - 17. Das Urteil von Waldheim (21. Januar 2009) - 18. Verwandt mit Hitler? (3. Juni 2009) - 19. Mein Opa ein Held? (10. Juni 2009) - 20. Der geheimnisvolle Doppelgänger (17. Juni 2009) - 21. Das Mädchen im Lager (11. November 2009) - 22. Gestatten: Fröbel – Erfinder des Kindergartens (18. November 2009) - 23. Der kleine Junge und die Nazis (25. November 2009) - 24. Im Namen des Vaters (17. März 2010) - 25. Mein unbekannter Großvater (24. März 2010) - 26. Flucht vor der Roten Armee (31. März 2010) - 27. Verwandt mit Karl Stülpner? (26. Mai 2010) - 28. Mein Opa – der Frauenmörder? (2. Juni 2010) - 29. August der Starke und sein Hofnarr (30. Juni 2010) - 30. Romeo und Julia auf dem Dorfe (10. November 2010) - 31. Affäre König Albert! (17. November 2010) - 32. Verwandt mit Fritz Heckert? (24. November 2010) - 33. Das Geheimnis des Sempererbes (16. März 2011) - 34. Verwandt mit Erich Kästner? (23. März 2011) - 35. Der heimliche Geliebte (1. Juni 2011) - 36. Der Altenburger Prinzenraub (15. Juni 2011) - 37. Wie der Sekt nach Mitteldeutschland kam (29. Juni 2011) - 38. Der legendäre Zoodirektor (12. Oktober 2011) - 39. Mein Vater, ein Verräter? (26. Oktober 2011) - 40. Das Geheimnis vom Räuberwald (2. November 2011) - 41. Wie mein Uropa das KZ überlebte (25. Januar 2012) - 42. Mein unbekannter Bruder (15. Februar 2012) - 43. Kubanisches Blut (29. Februar 2012) - 44. Meine Vorfahren – die Raubritter (22. August 2012) - 45. Prügel für Goebbels (29. August 2012) - 46. Das Rätsel vom Fürstenzug (16. Januar 2013) | - 47. Die Brandstifterin (23. Januar 2013) - 48. Mein Vater, der Vertragsarbeiter (16. Oktober 2013) - 49. Meine adligen Vorfahren (23. Oktober 2013) - 50. Verschleppt von Stalins Schergen (30. Oktober 2013) - 51. Forschung für die Stasi (8. Januar 2014) - 52. Vaters Flucht vor den Nazis (15. Januar 2014) - 53. Verwandt mit Margot Honecker? (22. Januar 2014) - 54. Letzte Hoffnung DDR – Vaters tödlicher Irrtum (3. September 2014) - 55. Wer rettete meinen Vater von Buchenwald? (17. September 2014) - 56. Der unbekannte Vater (24. September 2014) - 57. Mein Opa – ein Gestapomann? (7. Januar 2015) - 58. Inge von Wangenheim – schuldig in Moskau? (14. Januar 2015) - 59. Vom Vater erschossen – ein Familiendrama 1945 (21. Januar 2015) - 60. Das Geheimnis der Griechen von Görlitz (28. Januar 2015) - 61. Stalin, Tito und mein Vater (23. September 2015) - 62. Schicksal Kriegskind (30. September 2015) - 63. Mein Vater – ein "Kettenhund" der Nazis? (13. Januar 2016) - 64. Unser geheimnisvoller Familienschatz (20. Januar 2016) - 65. Oma und die Nazi-Ärzte (27. Januar 2016) - 66. Schicksal Russenkind (10. Februar 2016) - 67. Mein Onkel, der Nazi-Kommissar (1. Juni 2016) - 68. Meine Eltern: Spione bei der Wismut? (8. Juni 2016) - 69. Danzig – Vaters Schicksalsstadt (29. Juni 2016) - 70. Das erfundene Leben (9. November 2016) - 71. Vom Nazi-Opfer zum SS-Täter? Die unheimliche Verwandlung meines Urgroßonkels (16. November 2016) - 72. Wie ein SS-Mann den Holocaust verhindern wollte (23. November 2016) - 73. Winfried Glatzeder – Die geheimnisvolle Karriere meines Großvaters (11. Januar 2017) - 74. Für Goebbels an der Kamera (1. Februar 2017) - 75. Der Sherlock Holmes von Dresden (8. Februar 2017) - 76. Ein KZ-Aufseher in meiner Familie? (17. Mai 2017) - 77. Opa und die Russen (31. Mai 2017) - 78. Gefangen in der russischen Eishölle (7. Juni 2017) - 79. Mein Vater, ein Saboteur? (14. Juni 2017) - 80. Ein SS-Mann – mein Retter? (30. August 2017) - 81. Geboren im Jugendwerkhof? (6. September 2017) - 82. Mein Mann – ein USA-Spion? (4. Oktober 2017) - 83. Der schöne Martin – Tod beim Kapp-Putsch (11. Oktober 2017) - 84. Vatersuche – Mutter und der Maschinist (27. Dezember 2017) - 85. Mein Opa, Matrose des Kaisers (24. Januar 2018) - 86. Geboren im Zuchthaus – meine Eltern Spione? (geplant 30. Mai 2018, aus Aktualitätsgründen verschoben) - 87. Tod in den Flammen – Plauen 1918 (13. Juni 2018) - 88. Anastasia B. – der rätselhafte Tod meiner Großmutter (12. September 2018) - 89. Mein unbekannter Vater – bin ich ein Adelsspross (19. September 2018) - 90. Der Tod des Autofabrikanten (10. Oktober 2018) - 91. Uwe Steimle und sein Urururururururgroßvater (17. Oktober 2018) - 92. Hitlers Vorzeigepilot – Wo ist Vater geblieben? (24. Oktober 2018) - 93. Marie Juchacz – Die erste Frau am Rednerpult (5. Dezember 2018) |